# هتل باریر مجستیک کن

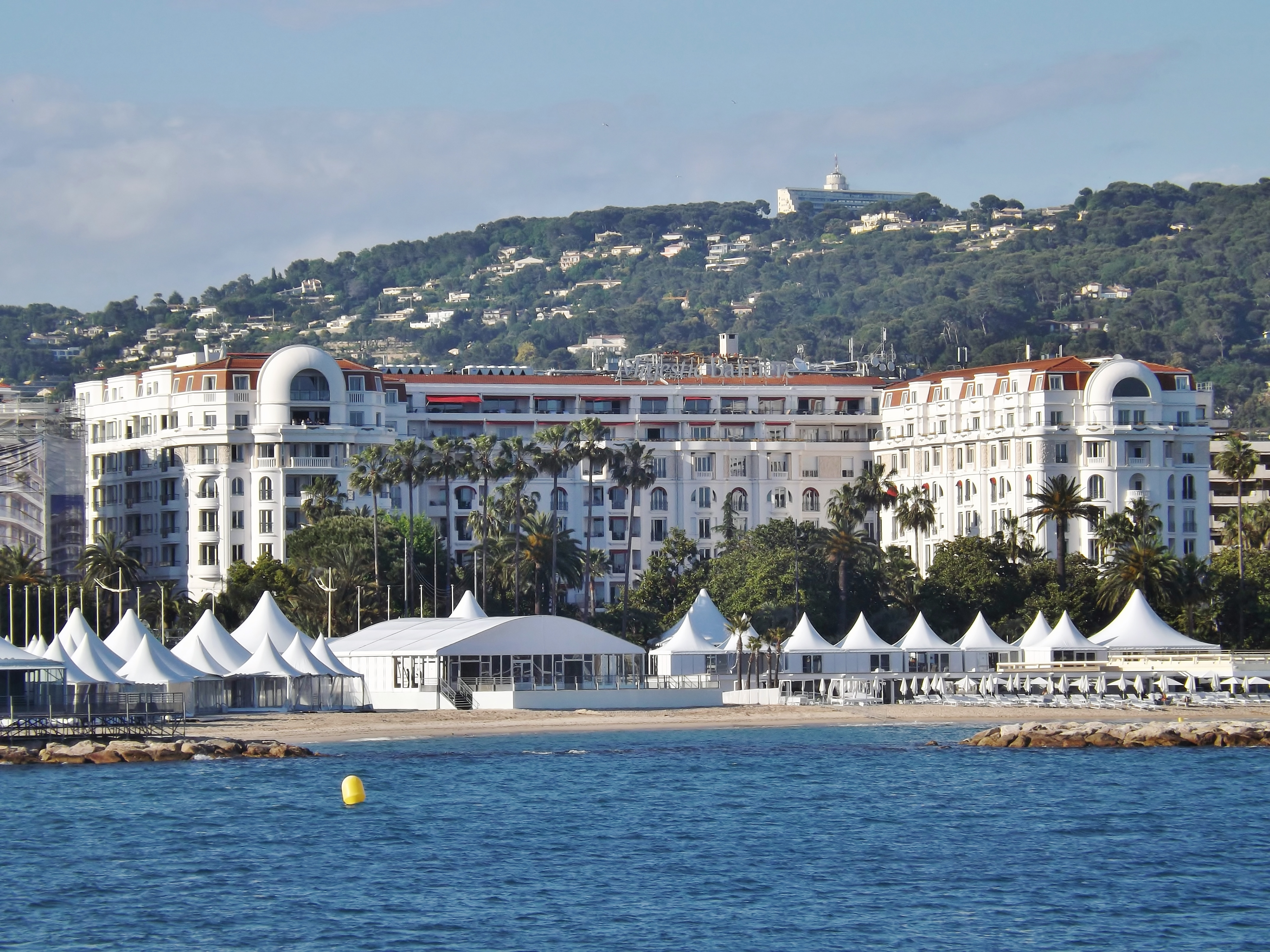
هتل باریر مجستیک کن

هتل باریر مجستیک کن (فرانسوی: Hotel Barrière Le Majestic Cannes‎) یک هتل لوکس در شهر کن، فرانسه است.
این هتل که در بلوار کروآزت قرار دارد در سال ۱۹۲۶ تأسیس شده و محل اقامت بازیگران و مهمانان جشنواره بین‌المللی فیلم کن است.

## نگارخانه

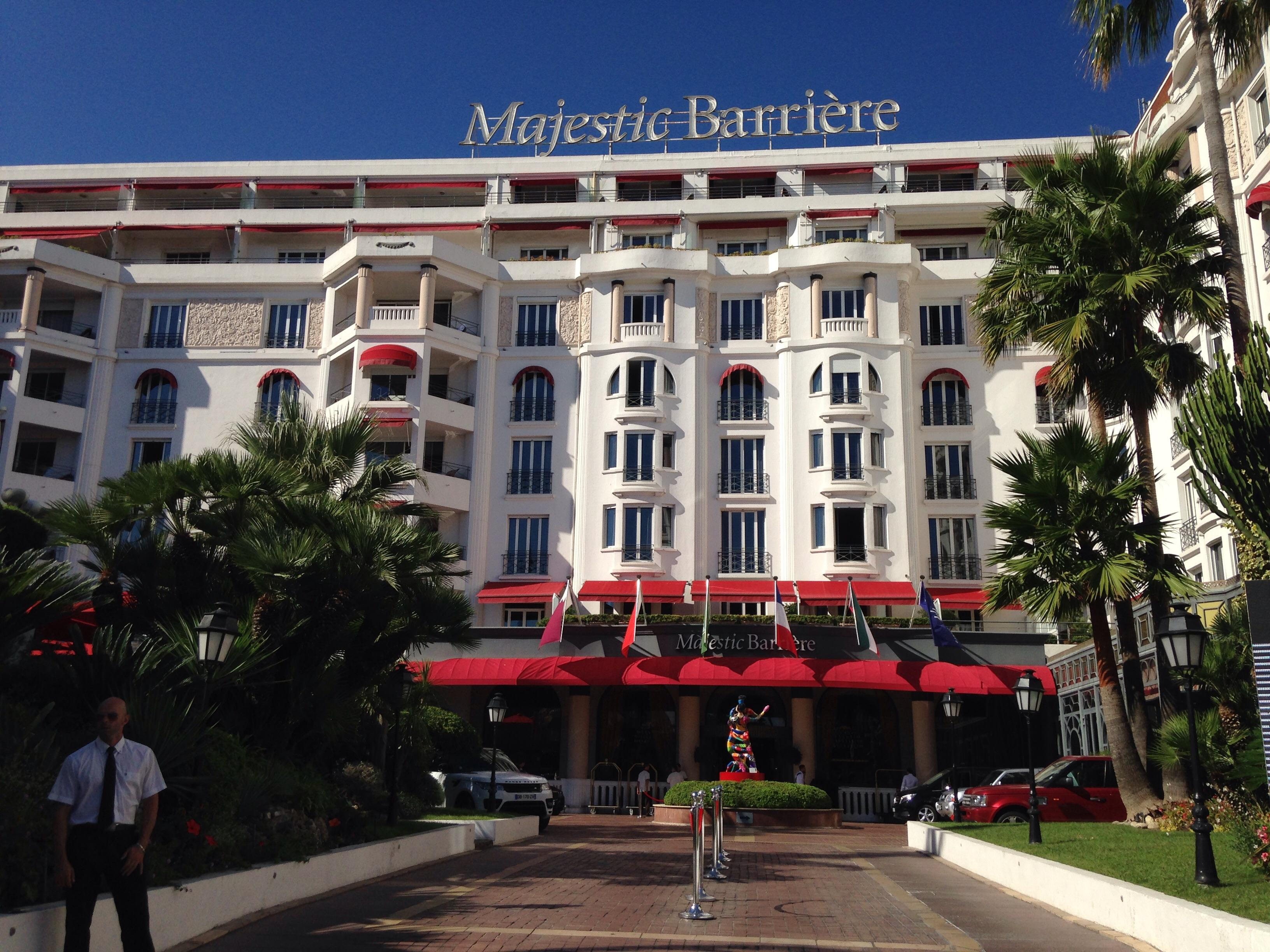
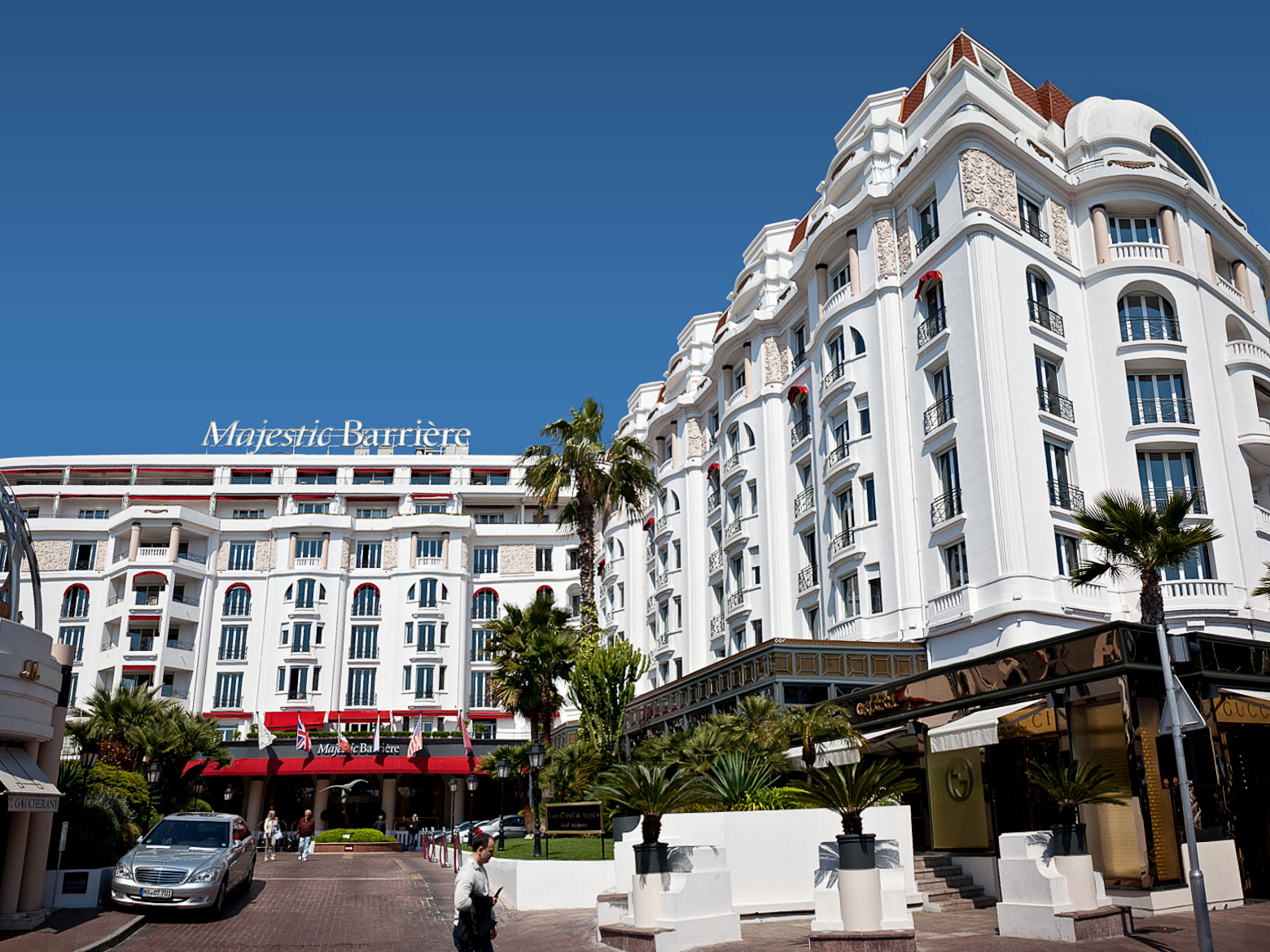
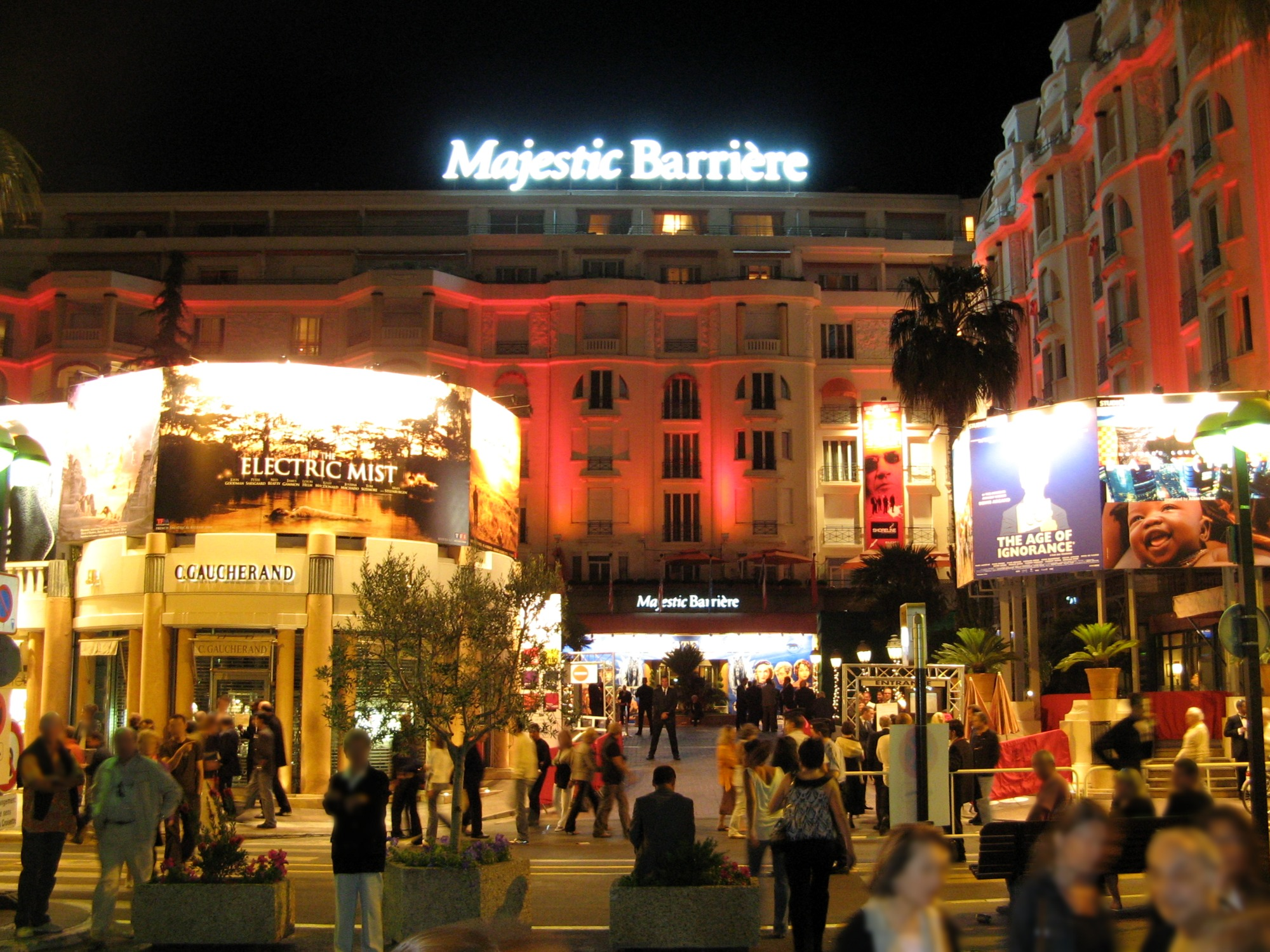